# Teenage Mutant Ninja Turtles (2003)
Teenage Mutant Ninja Turtles (förkortat TMNT) är en amerikansk, japansk och koreansk tecknad TV-serie, som mestadels utspelas i New York City. Den började sändas för första gången 8 februari 2003 som lördagsmorgonserie i det amerikanska TV-bolaget Fox programblock Fox Box, (numera 4Kids TV). Serien producerades av 4Kids Entertainment, 4Kids Productions, och Mirage Studios, vilka vardera innehade en tredjedel av rättigheterna, samt samproducerades av Shogakukan Productions och Dong Woo Animation.

Den amerikanska avdelningens producenter är Gary Richardson, Frederick U. Fierst, och Joellyn Marlow, medan Tae Ho Han är den koreanska avdelningens producent. Serien, som vid tiden för serieavslutningen i februari 2009, var den äldsta tecknade serien på 4Kids TV i USA. Vid starten i februari 2003 var Turtles en av flera tecknade TV-serier och serietidningar från främst 1980- och 90-talet att startas om, precis som He-Man and the Masters of the Universe gjorde 2002.

## Produktion
I maj 2002 meddelades att 4Kids Entertainment skulle producera en ny Turtlesserie för Foxbox, och sändas om lördagsmornarna.

## Jämförelse med tidigare versioner av serien

### Översikt
2003 års TV-serie skiljer sig markant från 1987 års tecknade TV-serie om Teenage Mutant Ninja Turtles. 2003 års serie är "mörkare" och påminner mer om de ursprungliga Mirageserietidningarna, skapade av Kevin Eastman och Peter Laird. Borta är Shredders medhjälpare. Bebop och Rocksteady. Krang, Teknodromen och Dimension X förekommer inte, eftersom de skapades för 1987 års version.
April O'Neil är inte reporter, och hennes arbetskamrater Burne Thompson, Irma Langinstein och Vernon Fenwick ingår inte överhuvudtaget i denna serie.
2003 års version har en huvudhandling och flera sidohandlingar och även om många avsnitt är fristående innehåller de ändå kopplingar till den övergripande handlingen och vissa berättelser sträcker siog över flera avsnitt.

## Produktion, TV-sändning och DVD-utgivning

### Allmänt om produktionen
TV-serien sändes som lördagsmorgonserie i det amerikanska TV-bolaget Fox programblock Fox Box, (numera 4Kids TV). Serien produceras av 4Kids Entertainment, 4Kids Productions och Mirage Studios, samt samproduceras av Shogakukan Productions och Dong Woo Animation.
Producenter för den amerikanska avdelningen är Gary Richardson, Frederick U. Fierst, och Joellyn Marlow, medan Tae Ho Han är den koreanska avdelningens producent.

### Säsongsöversikt
| Säsong                       | Antal avsnitt | Säsongspremiär    | Säsongsavslutning |
| ---------------------------- | ------------- | ----------------- | ----------------- |
| Säsong 1                     | 26            | 8 februari 2003   | 1 november 2003   |
| Säsong 2                     | 26            | 8 november 2003   | 2 oktober 2004    |
| Säsong 3                     | 26            | 9 oktober 2004    | 23 april 2005     |
| Säsong 4                     | 26            | 10 september 2005 | 15 april 2006     |
| Säsong 5 (Ninja Tribunal)    | 12 (13)       | 9 februari 2008   | 3 maj 2008        |
| Säsong 6 (Fast Forward)      | 26            | 29 juli 2006      | 27 oktober 2007   |
| Säsong 7 (Back to the Sewer) | 13            | 13 september 2008 | 28 februari 2009  |

### Säsong 1
Första säsongen sändes för första gången mellan 8 februari 2003 och 1 november samma år. 
Säsongen skrevs av Michael Ryan, Marty Isenberg, Eric Luke och Greg Johnson samt regisserades av Chuck Patton.
Avsnitten gavs först ut som DVD (region 1) i åtta volymer mellan 2 september 2003 och 16 mars 2004. Senare gavs avsnitten ut i två säsongsboxar, där den första boxen, som gavs ut 22 maj 2007, innehöll de första 12 avsnitten, och den andra boxen, som gavs ut 18 september 2007, innehöll resterande 14 avsnitt av säsongen.

### Säsong 2
Andra säsongen sändes för första gången mellan 8 november 2003 och 2 oktober 2004. 
Även dessa avsnitt gavs först ut i åtta DVD-volymer i region 1, mellan 18 maj 2004 och 18 januari 2005, för att senare återutges i två säsongsboxar. Den första säsongsboxen, som innehöll 12 avsnitt, gavs ut 19 februari 2008, medan den andra boxen, som innehöll de återstående 14 avsnitten, gavs ut 28 oktober 2008.

### Säsong 3
Tredje säsongen sändes för första gången mellan 9 oktober 2004 och 23 april 2005. 
Serien gavs för region 1 ut i sju DVD-volymer mellan mars 2005 och maj 2006.

### Säsong 4
Fjärde säsongen sändes för första gången mellan 10 september 2005 och 15 april 2006. För region 1 gavs det ut fjorton slumpmässigt utvalda säsongsavsnitt på DVD den 12 september 2006.
Säsongen fokuserar på gruppens ledare Leonardo, som efter tredje säsongens sista avsnitt - där han tillsammans med sina bröder och deras mästare Splinter var nära att dödas - blivit mer tillbakadragen och isolerad. I ett raserianfall gick han så långt att han allvarligt skadade Splinter.

### Säsong 5 (Ninja Tribunal)
Femte säsongen, som har tilläggsnamnet Ninja Tribunal, bestod ursprungligen av 13 avsnitt och skulle ha sänts direkt efter säsong fyra. Men planerna ändrades i ett försök att öka intresset för TV-serien varpå säsong 6 Fast Forward blev den femte säsongen som sändes på kommersiell TV i USA. Mirage Studios och deras partner beslöt då att avsluta produktionen av Ninja Tribunal-avsnitten och istället ge ut dem direkt på DVD. 4Kids Entertainment undertecknade senare ett avtal med Comcast varpå Ninja Tribunal-säsongen började sändas på Comcast-On-Demand augusti 2006. Men efter fem avsnitt så slutade Comcast att sända avsnitten. Den 24 mars 2007 började Fox sända serien från och med "Membership Drive"-avsnittet, som därmed blev det första avsnittet som sändes på vanligt vis. Därav den stora förvirringen angående vilken säsong som officiellt räknas som säsong fem och vilken som räknas som säsong sex. 
Från början var planen att släppa "Ninja Tribunal"-avsnitten på DVD för region 1 någon gång under början av 2007, men 4Kids Entertainment tog senare tillbaka sina uppgifter om släppdatum. 
Den 19 februari 2008 började 4Kids sända säsongen och marknadsförde den då som "The Lost Season" 
och den 20 maj 2008 släpptes den på DVD.
Avsnittet "Nightmares Recycled" blev aldrig färdigt och har därför aldrig sänts. Manuset var klart och en del animering hade påbörjats när 4Kids avbröt projektet med hänvisning till att det var för kontroversiellt och våldsamt för att passa i en barnserie (Hun och Garbageman var siamesiska tvillingar som genom en operation, utförd av en kvacksalvare, särats på varpå Garbageman hade blivit dumpad som avfall (garbage). Eftersom det aldrig skulle komma att sändas så skrinlades projektet tidigt under produktionsprocessen.

### Säsong 6 (Fast Forward)
Sjätte säsongen, med undertiteln Fast Forward, sändes för första gången mellan 29 juli 2006 och 27 oktober 2007. 
Trots att säsongen sändes före säsong 5 Ninja Tribunal, så utspelar den sig efter denna.
Fast Forward utspelar sig främst i New York City år 2105, med underhandlingar som Sh’Okanabos försök att frammana "The Day of Awakening", sköldpaddornas ansträngningar att avslöja Darius Dunns kriminella handlingar, försöken att återvända till sin egen tid, samt Cody Jones’ personliga utveckling. Tack vare att framtidens befolkning består av varelser av många olika arter, så kan sköldpaddorna röra sig fritt och interagera med vanligt folk utan att behöva gömma sig. Säsongen har en ljusare stämning och är mindre våldsam än tidigare säsonger, istället har den en större tonvikt på skämt.
Säsongen gavs ut på DVD för region 1 i två volymer om vardera 13 avsnitt. Volym 1, "TMNT Fast Forward: Future Shellshock!", gavs ut 6 februari 2007 och volym 2, "TMNT Fast Forward: Day of the Awakening", gavs ut 7 augusti samma år.

### Översättning
Artikeln är, helt eller delvis, en översättning av bitar av följande artiklar från engelskspråkiga Wikipedia:
- http://en.wikipedia.org/w/index.php?title=Teenage_Mutant_Ninja_Turtles_(2003_TV_series)&oldid=287060587
- http://en.wikipedia.org/w/index.php?title=Teenage_Mutant_Ninja_Turtles_(2003)_Season_1&oldid=257708252
- http://en.wikipedia.org/w/index.php?title=Teenage_Mutant_Ninja_Turtles_(2003)_Season_2&oldid=286979023
- http://en.wikipedia.org/w/index.php?title=Teenage_Mutant_Ninja_Turtles_(2003)_Season_3&oldid=257708292
- http://en.wikipedia.org/w/index.php?title=Teenage_Mutant_Ninja_Turtles_(2003)_Season_4&oldid=281319346
- http://en.wikipedia.org/w/index.php?title=Teenage_Mutant_Ninja_Turtles_(2003)_Season_5&oldid=257694536
- http://en.wikipedia.org/w/index.php?title=Teenage_Mutant_Ninja_Turtles_(2003)_Season_6&oldid=257708395

- Wikiquote på engelska har citat relaterade till Teenage Mutant Ninja Turtles.